# James Gallagher (Politiker, 1920)
James Gallagher (* 12. April 1920 in Cashel, County Sligo, Irland; † 12. März 1983 auf Zypern) war ein irischer Unternehmer und Politiker der Fianna Fáil. Er war Mitglied des Unterhauses von 1961 bis 1973 und von 1977 bis 1981. 

## Biografie
James Gallagher wurde in eine kleinbäuerliche Familie mit 13 Geschwistern im County Sligo geboren. Im Alter von 14 Jahren ging er in die Lehre als Lebensmittelkaufmann in Ballaghaderreen. Anschließend arbeitete er bei einem Großabfüller in Enniskillen. 
Er wanderte nach England aus und arbeitete gemeinsam mit seinen Brüdern Matt, Joe, Dan und Hubert in dem gemeinsamen Umzugsunternehmen. Mit ihrem Unternehmen wurden sie Kriegsgewinnler, die ab 1940 den Wiederaufbau Londons unterstützten. Sie verlagerten Ende der 1940er Jahre ihr Unternehmen nach Dublin. Er erwarb Anfang der 1950er Jahre in Dänemark die Rechte zur Produktion von Schlössern und Baubeschlägen. Nach anfänglichen Schwierigkeiten konnte das Unternehmen durch die Schutzzölle der Regierung profitieren. Das Familienunternehmen war sehr erfolgreich im Baugewerbe.
1957 scheiterte er in der Nominierung der Fianna Fáil. Bei den Wahlen 1961 gewann er dann einen Sitz im Wahlkreis Sligo–Leitrim und konnte diesen bei den Wahlen 1965 und Wahlen 1969 verteidigen. Auf ärztlichen Rat hin trat er bei der Wahl zum Dáil Éireann 1973 nicht an. 
Bei den Wahlen zum Dáil Éireann 1977 wurde er dann noch einmal gewählt.
Nachdem seine Unternehmungen zu scheitern drohten, versuchte er, seine Geschäfte in Zypern zu reaktivieren. Dort starb er und wurde zur Bestattung nach Dublin überführt. 
James Gallagher war ab 1940 mit Mona verheiratet, mit der er fünf Kinder hatte.